# 中視文化公司
中視文化事業股份有限公司是中國電視公司（中視）的第一家子公司，成立於1984年10月31日，中文簡稱“中視文化公司”、“中視文化”，1990年（含）前的英文簡稱是“CTCE”，1990年（含）後的英文簡稱是“CTVCE”。其主要業務是代理中視及台灣和外地電視節目之海內外行銷事宜，掌握有關節目、出版品廣告承攬與台灣以外市場銷售及推廣。

## 歷史
1969年7月，中視成立“中國電視週刊社”，簡稱“中視週刊社”。1969年10月24日，中視週刊社發行的電視期刊《中國電視週刊》創刊。
1979年7月1日，中視成立“出版部”，中視周刊社改隸出版部。1980年8月4日10:00，中視在台北市大安區仁愛路三段19號一樓（百齡大廈）成立“中國電視公司文化服務中心”（簡稱“中視文化服務中心”），中視董事長楚崧秋揭幕，中視總經理梅長齡剪綵，中視文化服務中心同時開辦第一個文化活動「兒童季」；同日，台北市立懷生國民小學與台北市立幸安國民小學都有教師率領學生參觀中視文化服務中心，是中視文化服務中心的第一批團體訪客。1980年8月18日，中視周刊社從廣播電視大廈遷入中視文化服務中心。
依據梅長齡的指示，中視文化服務中心的宗旨是以文化服務達成下列六個目標：
1. 響應政府文化建設。
2. 作為中視與觀眾之間的橋樑。
3. 激勵奮鬥向上的意志，倡導正當的休閒生活，改善社會風氣，提高觀眾生活品質。
4. 聯合文化版界，提高文化出版水準。
5. 促進國際文化交流與國民外交活動。
6. 發展電視與版相關的業務。

中視文化服務中心的文化服務實際項目有：
1. 中視節目錄影帶、唱片與錄音帶的供應，包括：①節目錄影帶的出版、發行、拷貝、租借等各項服務，②唱片、錄音帶的出版與發行。
2. 協助各界成立視聽圖書館與閉路電視系統。
3. 定期舉辦專業性的書展、花展、唱片與錄音帶展覽、藝展，以及藝文比賽等有意義的文化活動，並包含以上各項展品的供應。
4. 舉辦專業性的文化講座與座談。
5. 報紙、雜誌、音響、攝影軟片、音樂會及其他有意義的文化活動入場券的供應。
6. 優良圖書的版與供應，以及其他有關的文化服務。

1981年2月23日，中視、中國廣播公司與國家文化藝術基金會合組「文化服務團」，文化服務團在廣播電視大廈舉辦授旗典禮，中國國民黨秘書長蔣彥士授旗給中視董事長兼文化服務團總領隊楚崧秋，文化服務團同時展開「文化上前線」、「文化到農村」、「文化服務再出發」等文化服務活動。1981年3月至7月，中視文化服務中心與國家文化藝術基金會合作，在中國國民黨中央委員會文化工作會文苑舉辦長達八星期的「全國青年美術創作展」。
1981年4月，行政院新聞局光華影片資料供應社與中視文化服務中心簽約合作推廣中華民國國情影視資料，這是行政院新聞局首次與電視台簽約合作推廣國情影視資料；首先推廣的是幻燈片如《中華民國國情簡介》、《東西橫貫公路之旅》、《紀念孔子釋奠大典》、《花園前哨——金門》、《中華民國六十七年國慶閱兵大典》、《中華民國台灣的人民生活》、《中華民國台灣假期》、《中華民國的新境界：介紹台灣十項經濟建設》、《今日台北》、《從空中看台灣》，這些幻燈片均可與錄音帶同步播放。
1982年，中視文化服務中心整理拷貝新聞雜誌節目《六十分鐘》、社教節目《美不勝收》、社教節目《關心您的身體》等節目錄影帶，也供應中視旗下藝人鳳飛飛、翁倩玉、恬妞、薛家燕、蕭孋珠、方正、許不了的電視專輯，也供應中視國語連續劇、閩南語連續劇、國劇（京劇）、地方戲曲與有版權的卡通及電影，另與台灣電視公司及中華電視台合作發行157集的三台聯播社教節目《大時代的故事》錄影帶，與光華影片資料供應社合作發行《認識中華民國》系列節目錄影帶，與台灣省電影製片廠合作出版《我愛中華》節目錄影帶，與《民生報》合作製作兒童節目《兒童天地》錄影帶。1982年3月29日，中視出版部發行的電視期刊《掃描線雜誌》（TV Scan）創刊，發行型態為月刊，是台灣唯一的菊8開本電視期刊；在中視文化服務中心購買《掃描線雜誌》或中視家庭/婦女/兒童類叢書，售價打八折。

中視文化公司第一代商標，下方「CTCE」改為「CTVCE」就是中視文化公司第二代商標
中視文化公司第三代商標，與中視第四代商標相同
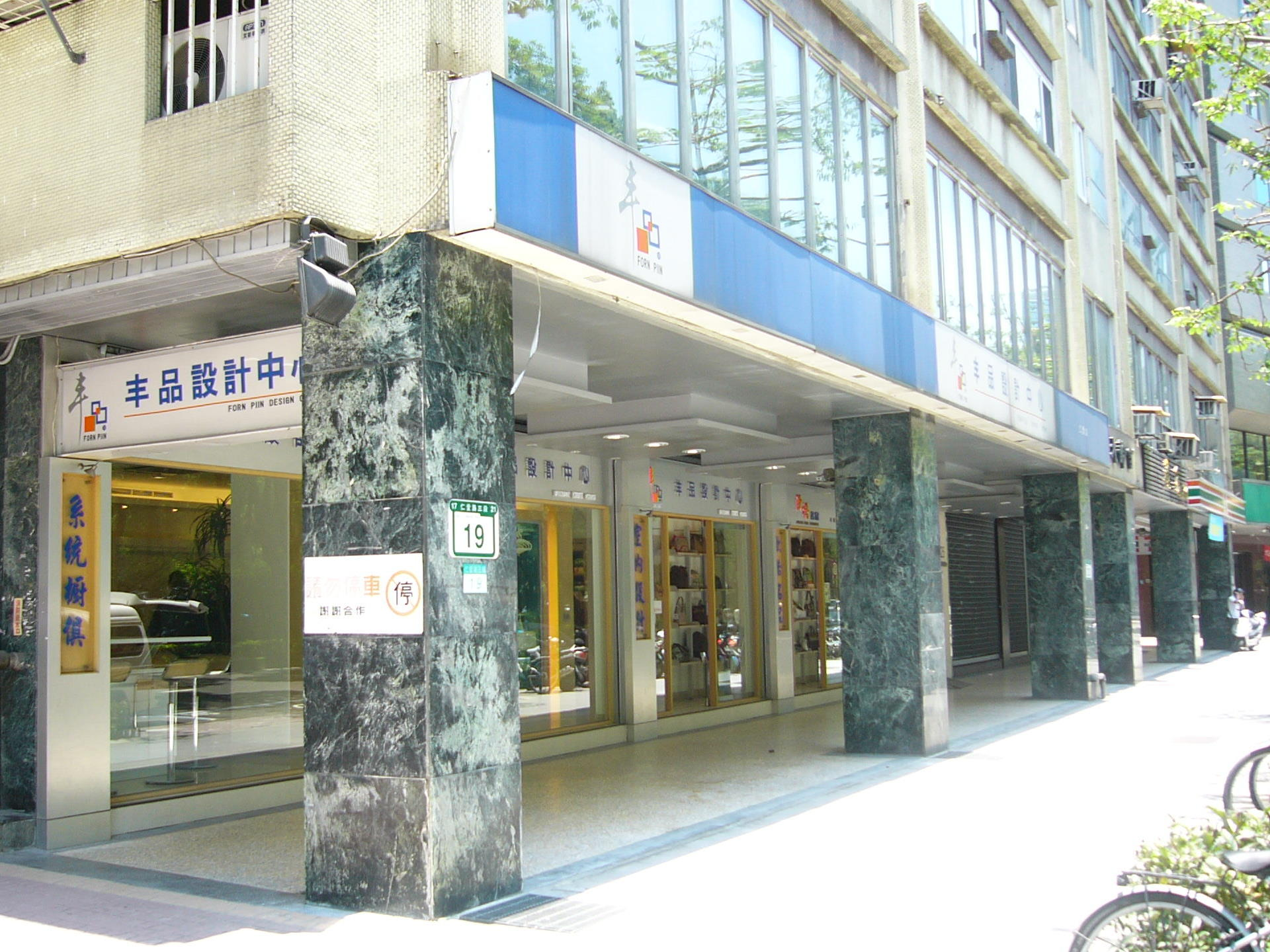
中視文化服務中心原址位於百齡大廈19號一樓，中視出版部原址位於百齡大廈23號一樓。
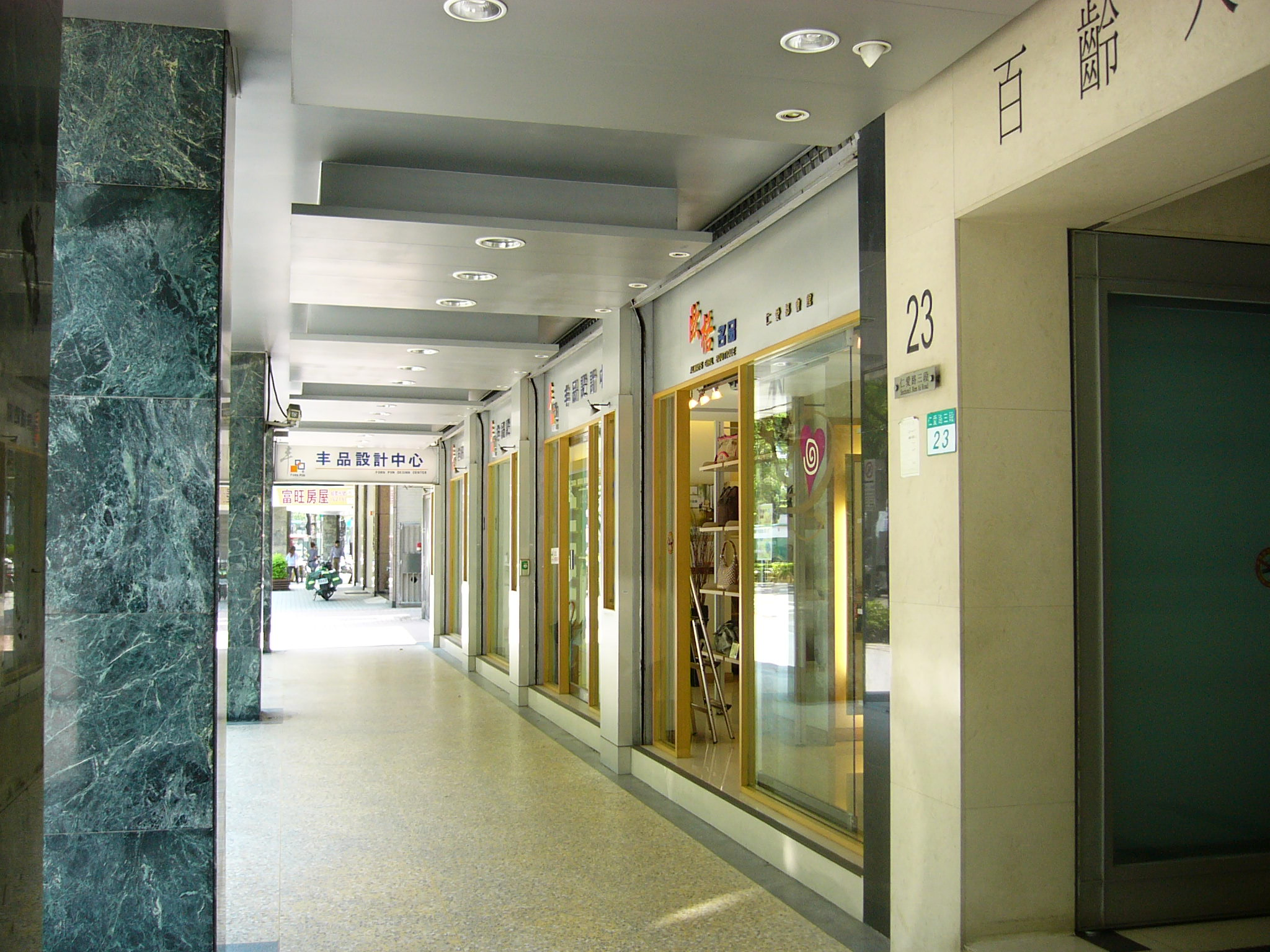
中視文化服務中心原址大門原貌已不復存在。

1984年9月3日，中視成立「中視文化公司籌備委員會」，總經理鍾湖濱兼任主任委員，副總經理林翔熊、副總經理高旭、主任秘書王世正、經理張忠倫、經理王世綱、經理潘以平、工程部經理蔡駿康、主任吳東權、主任王瑞淵、主任邱正、主任黃德民等11人兼任委員。1984年10月31日09:30，中視出版部獨立為“中視文化事業股份有限公司”，中視文化服務中心改為中視文化公司第一代總部兼門市部，中視董事長楚崧秋與中視總經理鍾湖濱（兼任中視文化公司第一屆董事長）共同主持剪綵儀式及開幕茶會，現場展示中視研發的「電視中文字幕電腦作業系統」與「CTV-849電腦助講檯」，中華民國教育部部長李煥、中國國民黨中央委員會文化工作會主任宋楚瑜、華視總經理吳寶華、台視總經理石永貴、藝人沈海蓉、藝人方芳芳、藝人邱于庭、藝人林靈、藝人林秀芳、藝人鄭亞雲、藝人金佩姍、藝人張詠詠、藝人蔣黎麗、藝人陳玉玫、藝人王筱嬋、藝人徐仲薇等人皆出席開幕茶會。當時中視文化公司設有「節目中心」、「版中心」、「業務中心」、「行政室」與「財務室」，員工總數30餘人。「節目中心」經營項目包括：①廣播、電視節目之企劃製作；②節目錄影帶、影片之製作、拷貝；③視聽工程之設計。「出版中心」經營項目包括：①圖書（含《中視叢書》）、期刊之企劃、編輯、出版、發行；②唱片、錄音帶之製作、出版、發行，及各種有關出版業務之執行。「業務中心」經營項目包括：①節目錄影帶之供應（含內銷及外銷）；②廣播、電視、攝影、報刊廣告之企劃、設計、製作與代理。
1985年10月31日，中視文化公司開幕一週年，中視文化公司門市部舉辦「唱片展示會」，各家唱片公司均設有專櫃陳列唱片與錄音帶。
1986年1月1日，《掃描線雜誌》更改發行型態為周刊，題名改為《掃描線周刊》（TV Scan Weekly），期數重新計算。
1985年10月，中視文化公司與「統盟視聽事業有限公司」（英文簡稱TMV，當時總部位於台北市大安區安和路81巷23弄2號）簽約，中視文化公司提供中視16年來播過的部分節目錄影帶，交由統盟視聽發行給錄影帶租售店。統盟視聽董事長邱創炎說：「經常有許多觀眾跟我們反映：『為什麼在錄影帶租售店可以租到港劇、西洋片及日本的錄影帶，反而無法欣賞到國內電視台製播的精采節目？』所以在經過整個市場調查及長時期的考慮後，終於決定跟中視簽約。」統盟視聽製作部副理毛基統說：「目前與我們保持良好關係的錄影帶租售店共有一千五百家左右，這也是我們對將中視製播的節目發售到租售店信心十足的原因。」而在發行中視節目錄影帶的初期，統盟視聽將實施「彈性點片」策略——不限定錄影帶租售店業者一次必須訂購幾支片子，只要錄影帶租售店業者看過片子之後表示滿意了即可訂購片子。
1986年3月15日，中視節目錄影帶正式在各家錄影帶租售店上架，首先推出的是單元劇《一加一不等於二》。
1986年12月22日，文化服務團第三次到金門，展開三天的文化服務，結束六年來的文化服務活動。
1987年1月9日，中視文化公司出版中心奉命搬遷至中視南港攝影棚地下一樓，以更密切配合中視節目之報導及採訪。1987年10月24日晚間，琳恩颱風過境，中視南港攝影棚地下一樓遭洪水淹沒長達三天四夜，《掃描線周刊》被迫停刊一期。1987年10月28日，中視南港攝影棚地下一樓排除全部積水，《掃描線周刊》業務暫時轉移至中視大樓八樓閒置的小隔間內。
1988年9月，中視文化公司協辦加拿大多倫多第一屆華文書展。1990年1月13日至1月17日，行政院新聞局、國立中央圖書館與中視文化公司聯合主辦1990年（第二屆）台北國際書展，場地為台北世界貿易中心展覽大樓，展期為五天。
1990年11月，《掃描線周刊》停刊，中視文化公司此後再也不曾發行電視期刊。1991年，中視文化公司董事會通過修改組織章程，「節目中心」、「版中心」、「業務中心」、「行政室」與「財務室」改組合併為「製作部」、「業務部」與「管理部」，製作部下設「節目組」與「出版組」，業務部下設「推廣組」與「營業組」；同年，中視文化公司成立「職工福利委員會」。

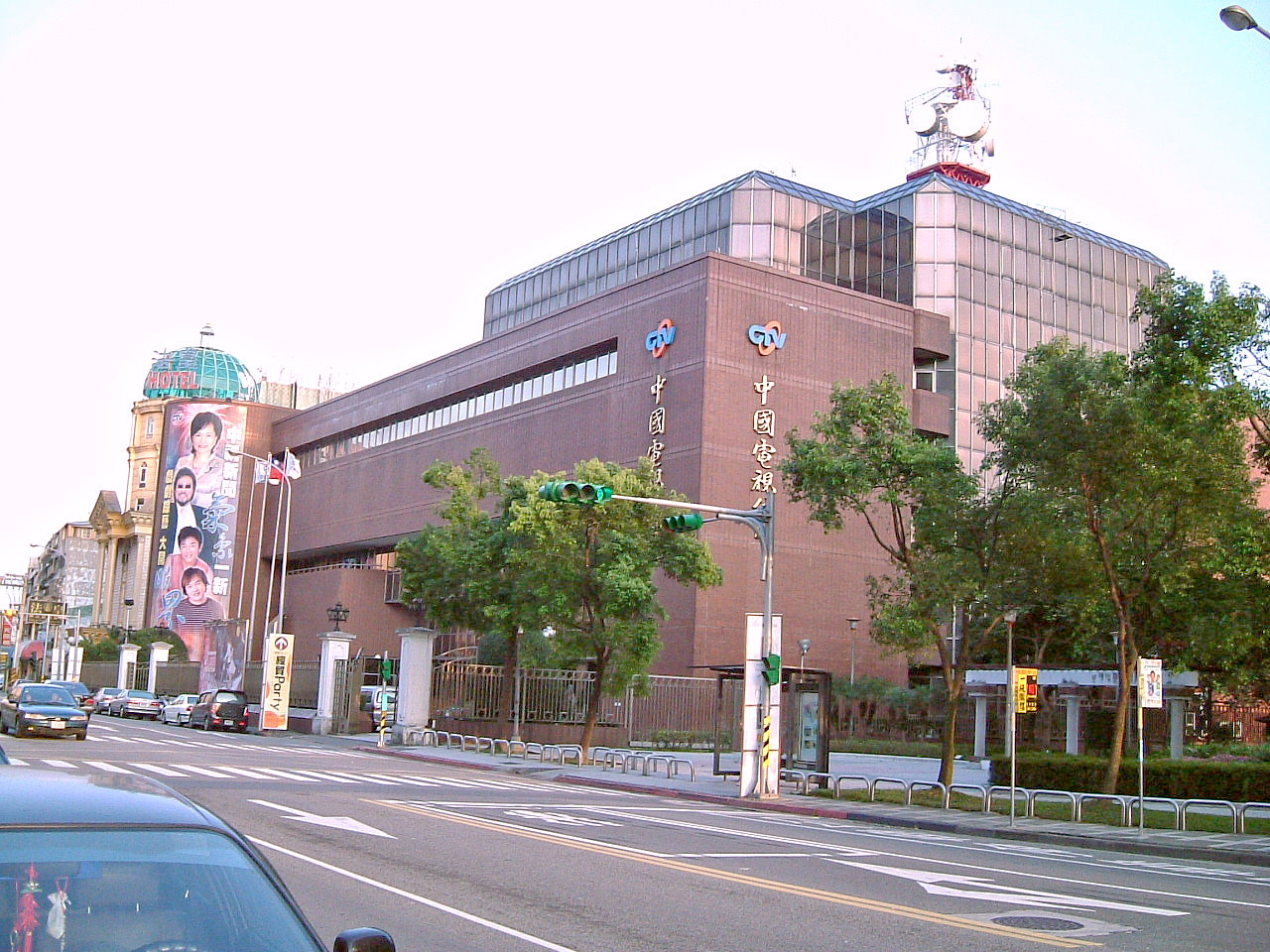
中視大樓四樓是中視文化公司第二代總部所在地
拍攝於2006年12月24日

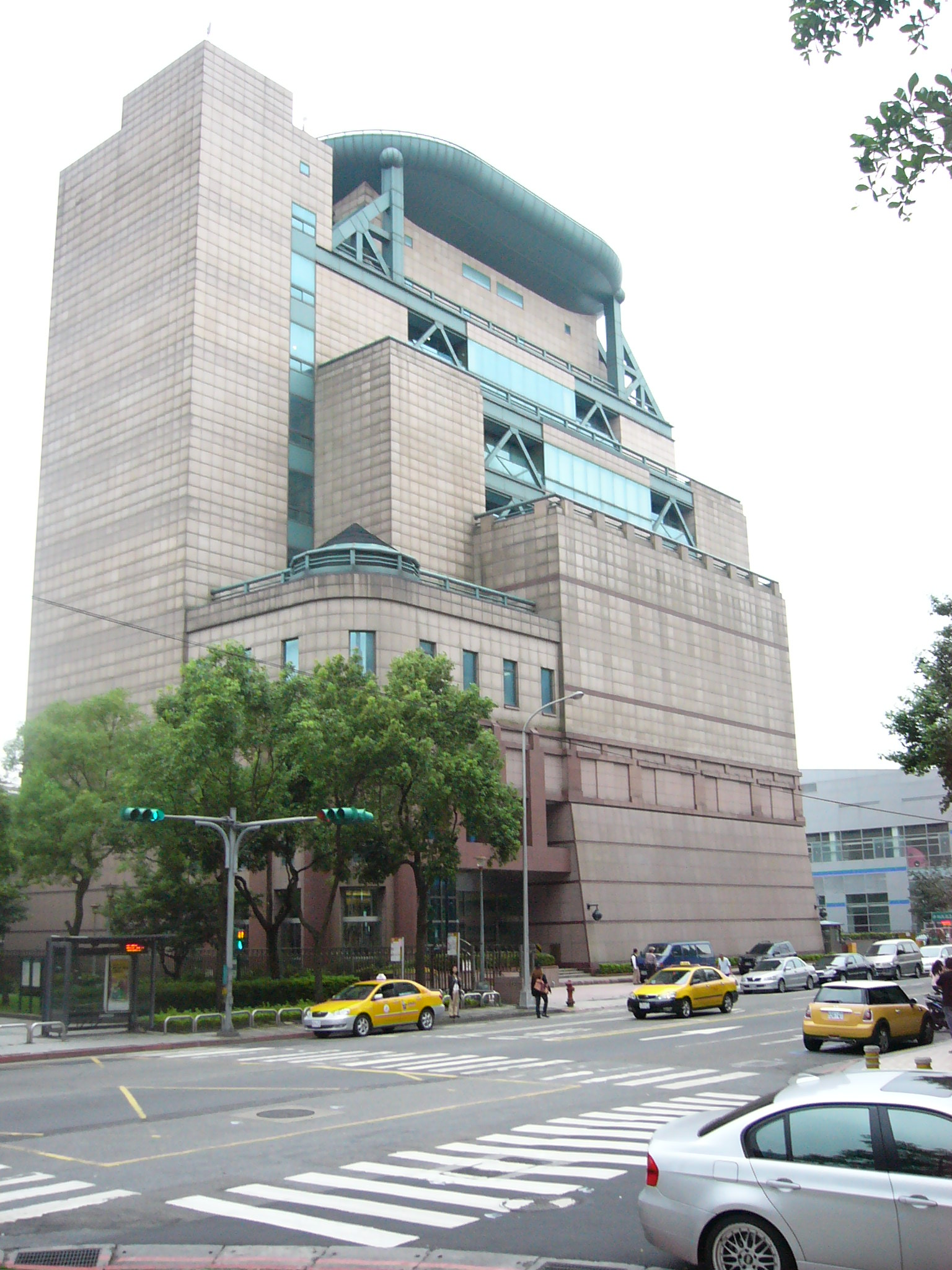
中視第二大樓五樓是中視文化公司第三代總部所在地
拍攝於2010年4月26日

2000年代上半期，中視文化公司總部從百齡大廈一樓遷入中視大樓四樓（已結束營業的中國電視公司電視城原址），中視文化公司門市部被裁撤。2006年1月4日，中視公共關係室主任鄭大智說，中視文化公司辦公室在中視大樓三樓，員工30至40人，平日處理專案與錄影帶版權代銷工作，本月1日中視跨年晚會是首次承包大型晚會。2007年12月，中視文化公司總部遷至中視第二大樓五樓。
2008年時，中視文化公司設有董事會、「總經理室」、「業務部」與「行銷部」，業務部下設「版權營銷組」與「通路開發組」，行銷部下設「專案發展組」與「企畫整合組」。
2010年9月8日，國家通訊傳播委員會（NCC）第375次委員會議決議駁回中視文化公司提出的「中視生活旅遊頻道」、「中視財經頻道」、「中視綜合頻道」與「中視戲劇頻道」申請案。NCC表示，經審查發現，中視文化公司最大股東為中視持股90.25%，而中視法人股東之一的富邦人壽係屬於富邦金控，而台北市政府是富邦金控法人股東之一；經換算後發現台北市政府間接持有中視文化公司0.2175%股份，違反《衛星廣播電視法》第9條第3項規定，故不予許可。NCC裁處中視罰鍰新台幣10萬至30萬元，並要求中視必須於一年內改善。同日，中視發布聲明稿認為，現行《廣播電視法》規定原本就不夠完整，許多黨政機關只是因為單純理財投資而不是單純想要購買廣播電視等媒體公司的股票，目前的規定卻讓媒體公司在不知情下違反黨政軍退出媒體條款之相關規定。

## 軼事
- 在中視1985年八點檔連續劇《牽情》第11集中，男主角關修安（寇世勳飾）與女主角狄見歡（宋岡陵飾）曾經在中視文化公司門市部選購書籍，意外看到中視新聞主播方哲續（張佩華飾）播報新聞的畫面。[30]

## 外部連結
- 中視文化公司（页面存档备份，存于）